# NGC 1889
NGC 1889 é uma galáxia elíptica (E) localizada na direcção da constelação de Lepus. Possui uma declinação de -11° 29' 49" e uma ascensão recta de 5 horas, 22 minutos e 35,3 segundos. A galáxia NGC 1889 foi descoberta em 29 de Outubro de 1851 por William Parsons.